# Andrej Lanišek
Andrej Lanišek (* 13. Oktober 1957 in Ljubljana) ist ein früherer jugoslawischer Biathlet.
Andrej Lanišek startete für den Ski Klubb Kamnik. Seine ersten internationalen Meisterschaften bestritt er bei den Biathlon-Weltmeisterschaften 1979 in Ruhpolding, wo der er 65. des Einzels, 72. des Sprints und als Startläufer mit Marjan Vidmar, Ivan Pirs und Marjan Burgar 17. des Staffelrennens wurde. Bei den Olympischen Winterspielen 1980 in Lake Placid kam als einziger Jugoslawe Marjan Burgar zum Einsatz, womit die Biathlon-Weltmeisterschaften 1981 in Lahti das nächste Großereignis für den Slowenen wurde. Im Sprint belegte er den 68. Platz. Seine letzten Welttitelkämpfe wurden die Biathlon-Weltmeisterschaften 1983 in Antholz. Lanišek kam im Einzel auf den 57., im Sprint auf den 60. Platz. Höhepunkt und Schlusspunkt der Karriere wurden die Olympischen Winterspiele 1984 in Sarajevo. In der damaligen jugoslawischen Heimat wurde er 41. des Einzels, 49. des Sprints und als Startläufer mit Jure Velepec, Zoran Ćosić und Franjo Jakovac 17. im Staffelrennen.